# Harpina (ciudad)

Mapa con la situación de algunas de las ciudades de la antigua Élide. Harpina se ubicaba al este de Pisa y Olimpia.

Harpina (en griego, Άρπινα) es el nombre de una antigua ciudad griega de Élide.
Según la mitología griega, fue fundada por Enómao, que le puso el nombre de su madre, Harpine. En época de Pausanias, estaba en ruinas. Este la sitúa cerca de un río al que llama Harpinates. Cerca se encontraba la supuesta tumba de los pretendientes de Hipodamía.
Estrabón la ubica entre las ocho ciudades del distrito de Pisátide, cerca de Olimpia y añade que estaba en el camino que iba a la ciudad de Ferea de Arcadia y que estaba a orillas del río Partenias. Luciano de Samósata la situaba al este de Olimpia, a una distancia de veinte estadios.
Se ha sugerido que debe identificarse con unos restos que hay al norte de la población llamada actualmente Miraka.